# Eva Mayerhofer
Eva Mayerhofer (* 1970 in Heidelberg) ist eine deutsche Jazzsängerin.

## Leben und Wirken
Mayerhofer lernte ab dem achten Lebensjahr klassisches Klavier. Sie studierte an der Swiss Jazz School in Bern bei Rachel Gould, nahm dann am Kontaktstudiengang Popularmusik der Musikhochschule Hamburg teil, bevor sie ihr Gesangsstudium an der Hochschule für Musik und Theater Hannover bei Nanni Byl fortsetzte.  Von 1995 bis 1997 gehörte sie dem Bundesjugendjazzorchester unter der Leitung von Peter Herbolzheimer an, mit dem sie auf Auslandstourneen war und das Album Focus on Vocals einspielte. In den Folgejahren gab sie Konzerte mit dem Trio des Luxemburger Bassisten Hervé Jeanne, zu dem die Pianistin Sarah Cion gehörte, mit dem sie auch das Album Into the Light aufnahm. Gemeinsam mit dem Heidelberger Gitarristen Hanno Giulini gründete sie 1999 das Duo-Projekt anyone, mit dem sie zwei Alben veröffentlichte. Daneben war sie mit dem Glen Miller Orchestra von Wil Salden auf Tournee. 2002 trat sie bei der Düsseldorfer Jazz-Rally auf.
Seit 2003 arbeitete sie mit Frank Sackenheim und Lars Duppler in ihrem eigenen Quintett zusammen; auch gab sie Konzerte mit der Tobias Kremer Big Band und einem Kurt-Weill-Projekt von Lars Duppler. Seit 2006 wirkte sie auch als Sängerin des Nu-Jazz-Projekts Sapporo Sound Motel von Christian Eckert. Neben ihren eigenen musikalischen Projekten arbeitete sie als Solistin mit verschiedenen weiteren Ensembles, u. a. mit der hr-Bigband (etwa beim Deutschen Jazzfestival Frankfurt 2007) und dem Frankfurt Jazz Trio.
Ab 2004 ist Mayerhofer als Lehrbeauftragte an der Hochschule für Musik und Tanz Köln für Jazzgesang und Ensembleleitung tätig sowie ab 2009 an der Fachhochschule für Musik Osnabrück. Seit 2011 ist sie Dozentin für Jazzgesang am Hoch’schen Konservatorium.

## Diskographische Hinweise
- 2003: Rain Waltz (mit Frank Sackenheim, Lars Duppler, Christophe Devisscher, Jens Düppe)
- 2012: Lofty Ground, Personality Records, (mit Lars Duppler, Matthias Akeo Nowak, Marcus Rieck sowie Johannes Behr, Roland Peil, Hanno Giulini)

Kollaboration:
- 2006: Lars Duppler Trio: Le Grand Lustucru, GLM Music, (Vocals zu Nannas Lied und My Ship)